# 民勤连城城址
民勤连城城址，位于中国甘肃省民勤县，为一个省级文物保护单位，类型为古遗址。
民勤连城城址的历史年代为汉、唐。